# Lathraea
Lathraea és un petit gènere de la família de les orobancàcies que conte al voltant de cinc espècies de plantes amb flors, pròpies de climes temperats a Europa o Asia. Són plantes paràsites que obtenen l’aliment de les arrels de plantes veïnes i per tant no necessiten fer la fotosíntesi i no tenen clorofil.la.
Tot i que pel seu aspecte ja recorda una mica als  orobanques, tradicionalment aquest gènere s‘havia inclòs a la família de les escrofulariàcies. Diversos estudis moleculars i genètics van concloure que existien relacions de parentesc més estretes amb les orobancàcies que amb les escrofulariàcies. De manera que es van desplaçar una colla de gèneres d’una família a l’altra, entre ells Lathraea.

## Descripció
Són herbes perennes sense clorofil.la que xuclen els nutrients de les arrels dels seus hostes. Per això, la part més important de la planta és subterrània, on es troba un rizoma ramificat, d’on surten (si més no a les espècies ibèriques) unes tiges molt curtes i poc aparents de color blanquinós o lleugerament rosàcies. També tenen fulles principalment subterrànies, i algunes(si és el cas) a les tiges aèries que són petites i  membranoses. D’aquestes tiges curtes surten les flors que semblen aparèixer directament del terra, en un raïm curt i dens. Les flors són zigomorfes, tubulars i acabades en dos llavis.

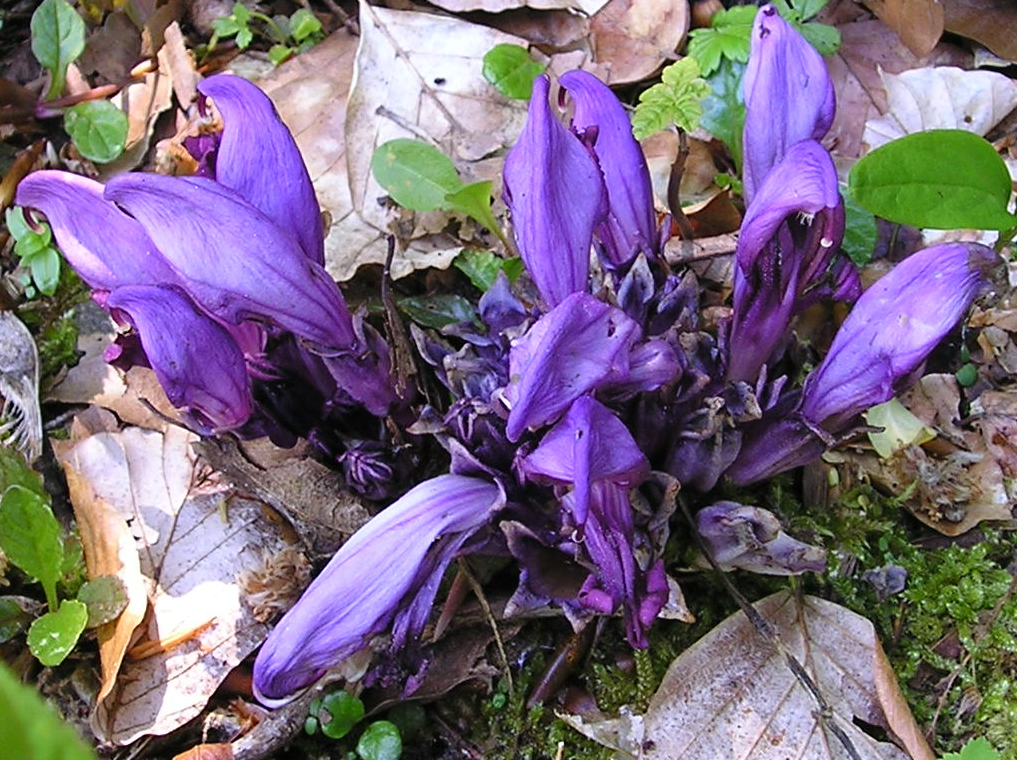
Purple toothwort (Lathraea clandestina)

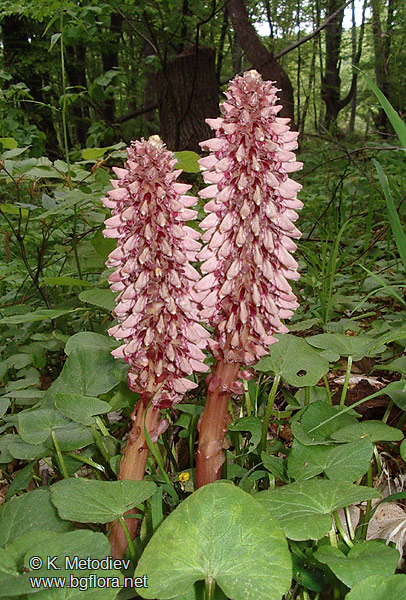
Lathraea rhodopea

## Taxonomia i nomenclatura
El nom Lathraea deriva del grec antic λαθραῖος (que significa  "clandestí",) que fa referència al fet que alguns dels representants d’aquest gènere tendeixen a passar desapercebuts fins que apareixen les flors
Hi ha al voltant de cinc espècies acceptades al món d’aquest gènere. D’elles, dos tenen algunes poblacions als Països Catalans:
- Lathraea clandestina L.
- Lathraea squamaria L.